# Телия, Георгий Петрович
Георгий Петрович Те́лия (1.8.1880, с. Чагани, ныне Самтредского района, Грузия — 19.3.1907, Сухуми) — участник революционного движения в России, публицист.

## Биография
Родился в семье крестьянина. С 1896 рабочий Тбилисских ж.-д. мастерских. В социал-демократическом движении с 1898, большевик. С 1901 член Тбилисского комитета РСДРП. В 1903 арестован, заключён в тюрьму. В 1905 бежал, вёл партийную работу в Баку, Тбилиси; был организатором подпольных типографий. Делегат 1-й конференции РСДРП (Таммерфорс, 1905).

## Мнение советолога Стивена Коткина
Американский историк-советолог Стивен Коткин указывает, что И. В. Сталин использовал статью Телия при написании работы «Анархизм или социализм?» (1906) без указания источника.